# Hayley Carter
Hayley Carter (nació el 17 de mayo de 1995) es una jugadora de tenis estadounidense.

## Títulos WTA (2; 0+2)

### Dobles (2)
| Leyenda                    |
| Grand Slam (0)             |
| Juegos Olímpicos (0)       |
| WTA Tour Championships (0) |
| WTA 1000 (0)               |
| WTA 500 (0)                |
| WTA 250 (2)                |

| N.º | Fecha                    | Torneo    | Superficie | Pareja        | Oponentes en la final               | Resultado   |
| --- | ------------------------ | --------- | ---------- | ------------- | ----------------------------------- | ----------- |
| 1.  | 28 de septiembre de 2019 | Tashkent  | Dura       | Luisa Stefani | Dalila Jakupović Sabrina Santamaria | 6-3, 7-6(4) |
| 2.  | 16 de agosto de 2020     | Lexington | Dura       | Luisa Stefani | Marie Bouzková Jil Teichmann        | 6-1, 7-5    |

#### Finalista (6)
| N.º | Fecha                    | Torneo      | Superficie    | Pareja        | Oponentes en la final           | Resultado           |
| --- | ------------------------ | ----------- | ------------- | ------------- | ------------------------------- | ------------------- |
| 1.  | 13 de abril de 2019      | Bogotá      | Tierra batida | Ena Shibahara | Zoe Hives Astra Sharma          | 1-6, 2-6            |
| 2.  | 22 de septiembre de 2019 | Seúl        | Dura          | Luisa Stefani | Lara Arruabarrena Tatjana Maria | 6-7(7), 6-3, [7-10] |
| 3.  | 26 de septiembre de 2020 | Estrasburgo | Tierra batida | Luisa Stefani | Nicole Melichar Demi Schuurs    | 4-6, 3-6            |
| 4.  | 13 de enero de 2021      | Abu Dabi    | Dura          | Luisa Stefani | Shuko Aoyama Ena Shibahara      | 6-7(5), 4-6         |
| 5.  | 27 de febrero de 2021    | Adelaida    | Dura          | Luisa Stefani | Alexa Guarachi Desirae Krawczyk | 7-6(4), 4-6, [3-10] |
| 6.  | 4 de abril de 2021       | Miami       | Dura          | Luisa Stefani | Shuko Aoyama Ena Shibahara      | 2-6, 5-7            |

## Títulos WTA 125s

### Dobles (2–1)
| Resultado | Fecha                | Torneos       | Superficie    | Pareja        | Oponentes en la final                | Resultado           |
| --------- | -------------------- | ------------- | ------------- | ------------- | ------------------------------------ | ------------------- |
| Campeona  | 26 de enero de 2019  | Newport Beach | Dura          | Ena Shibahara | Taylor Townsend Yanina Wickmayer     | 6-3, 7-6(1)         |
| Campeona  | 1 de febrero de 2020 | Newport Beach | Dura          | Luisa Stefani | Marie Benoît Jessika Ponchet         | 6-1, 6-3            |
| Finalista | 8 de mayo de 2021    | Saint-Malo    | Tierra batida | Luisa Stefani | Kaitlyn Christian Sabrina Santamaria | 6-7(4), 6-4, [5-10] |